# Манштейн, Себастьян фон
Эрнст Себастьян фон Манштейн (нем. Ernst Sebastian von Manstein; 1678 — 1747) — генерал-лейтенант русской армии, Ревельский губернатор.

## Биография
Родился в 1678 году. Происходил из прусского дворянского рода Манштейнов.
В 1719 году добровольно поступил на русскую службу, служил в Украинском корпусе. С 21 февраля 1727 года служил во 2-м Московском полку; с 24 февраля 1728 года — генерал-майор.
Был назначен комендантом Нарвы, получил звание генерал-лейтенанта и был назначен заместителем губернатора Ревельской губернии. Во время русско-турецкой войны (1735—1739) и в отсутствие генерал-губернатора Густава Отто фон Дугласа с 31 июля 1736 года в течение двух лет был исполняющим обязанности губернатора Ревельской губернии.
От князя Александра Даниловича Меншикова он получил в 1727 году поместья Лагеди и Саха в уезде Харьюмаа.
Умер 24 июня 1747 года[по какому календарю?].

## Семья
Был женат на Доротее фон Дитмар (?—16.02.1758). У них родились двое детей:
- Кристоф Герман (1711—1757)[8] — генерал-майор прусской службы, на русской службе в 1736—1744 годах
- Доротея Элизабет (1713—1796), с 1735 жена Густав Адольфа фон фон Герцдорф (1700—1753)[9]